# Björn Lind
Björn Lind (Ljusterö, 22 maart 1978) is een Zweedse langlaufer die gespecialiseerd is in de sprint. Hij behaalde bij de Olympische Winterspelen van 2006
de gouden medaille in de individuele sprint en de teamsprint. Vier jaar eerder in Salt Lake City greep hij net naast een medaille en werd vierde in de individuele sprintwedstrijd.
Lind won in het seizoen 2005/2006 de sprintwereldbeker, hij won dat seizoen drie wereldbekerwedstrijden en eindigde in alle
andere sprintwedstrijden in de top tien.

## Belangrijkste resultaten

### Wereldkampioenschappen
| Jaar | Plaats     | Resultaten                                  |
| ---- | ---------- | ------------------------------------------- |
| 2005 | Oberstdorf | 4de sprint (klassieke stijl) 9de teamsprint |
| 2007 | Sapporo    | 4de sprint                                  |

### Olympische Winterspelen
| Jaar | Plaats         | Resultaten                        |
| ---- | -------------- | --------------------------------- |
| 2002 | Salt Lake City | 4de sprint (vrije stijl)          |
| 2006 | Turijn         | sprint (vrije stijl) · teamsprint |

### Eindstand algemene wereldbeker
| Seizoen   | Plaats |
| --------- | ------ |
| 1999/2000 | 103de  |
| 2000/2001 | -      |
| 2001/2002 | 33ste  |
| 2002/2003 | 45ste  |
| 2003/2004 | 29ste  |
| 2004/2005 | 20ste  |
| 2005/2006 | 4de    |
| 2006/2007 | 53ste  |